# Bundestagswahlkreis Hamburg-Nord II
Der Bundestagswahlkreis Hamburg-Nord II war ein Wahlkreis in Hamburg für die Wahlen zum Deutschen Bundestag. Er umfasste zuletzt die Stadtteile Uhlenhorst, Barmbek-Süd, Dulsberg und Barmbek-Nord aus dem Bezirk Hamburg-Nord sowie die zum Bezirk Wandsbek gehörigen Stadtteile Bramfeld und Steilshoop.

## Geschichte
Der Wahlkreis Hamburg-Nord II war bei der Bundestagswahl 1949 die Nummer 6 der Hamburger Wahlkreise, hatte danach die bundesweite Wahlkreisnummer 22 und für die Wahlen 1965 bis 1976 schließlich die Nummer 16. Bei den Wahlen 1949 bis 1961 hieß der Wahlkreis Hamburg VIII.
Das Gebiet des Wahlkreises bestand für die Bundestagswahlen 1949 bis 1961 unverändert aus den Stadtteilen Winterhude, Uhlenhorst, Barmbek-Süd, Dulsberg und Barmbek-Nord.
Vor der Bundestagswahl 1965 wurden die Wahlkreise neu zugeschnitten und umbenannt. Der Wahlkreis Hamburg-Nord II bestand dabei zunächst lediglich aus den zum Bezirk Hamburg-Nord gehörigen Stadtteilen Uhlenhorst, Barmbek-Süd, Dulsberg und Barmbek-Nord. Vor der Bundestagswahl 1972 wurde das Gebiet noch um die Stadtteile Bramfeld und Steilshoop aus dem Bezirk Hamburg-Wandsbek ergänzt.
Vor der Bundestagswahl 1980 wurde der Wahlkreis schließlich zwischen dem Bundestagswahlkreis Hamburg-Wandsbek und dem Bundestagswahlkreis Hamburg-Mitte aufgeteilt.

## Abgeordnete
Direkt gewählte Abgeordnete des Wahlkreises Hamburg VIII bzw. Hamburg-Nord II waren
| Jahr | Name                   | Partei | Anteil der Erststimmen |
| ---- | ---------------------- | ------ | ---------------------- |
| 1976 | Rolf Meinecke          | SPD    | 56,2 %                 |
| 1972 | Rolf Meinecke          | SPD    | 62,3 %                 |
| 1969 | Rolf Meinecke          | SPD    | 59,5 %                 |
| 1965 | Rolf Meinecke          | SPD    | 50,9 %                 |
| 1961 | Helmut Schmidt         | SPD    | 46,9 %                 |
| 1957 | Helmut Schmidt         | SPD    | 44,1 %                 |
| 1953 | Willy Max Rademacher1) | FDP    | 52,1 %                 |
| 1949 | Willy Max Rademacher2) | FDP    | 38,7 %                 |

1)Rademacher war 1953 der gemeinsame Kandidat des Hamburg-Blocks, einem Bündnis von CDU, FDP, GB/BHE und DP. Die CDU, die DP und der GB/BHE nominierten keine eigene Direktkandidaten und riefen zur Wahl von Rademacher auf.
2)Rademacher war 1949 der gemeinsame Kandidat von CDU und FDP. Die CDU trat im Wahlkreis Hamburg VIII nicht zur Wahl an und rief zur Wahl von Rademacher auf.